# Pârâul Mic, Luncșoara
Pârâul Mic este un curs de apă, afluent al râului Luncșoara. 

## Hărți
- Harta interactivă județul Arad
- Harta munții Apuseni